# Ildo Avetta
Ildo Avetta (Alejandro Roca, 7 giugno 1916 – Roma, 6 novembre 2011) è stato un architetto italiano.
Nasce in Argentina da Carlo, emigrato dal Piemonte all'inizio del XX secolo ed Ester Fanzini figlia di emigranti italiani originari di Piacenza.
Nel 1926 rientra con la famiglia in Italia dove il padre muore lo stesso anno lasciando la moglie con quattro figli in notevoli difficoltà. Studia a Torino dove, durante il Liceo conosce e fa amicizia con Luigi Gedda. Nel 1940 si laurea in architettura con il prof. Giovanni Muzio al Politecnico di Torino.
Nel giugno 1940, immediatamente dopo la laurea, viene arruolato nella Marina Militare per seguire il corso degli allievi Ufficiali promosso dall'Accademia militare di Livorno. Nel periodo bellico serve la Marina sull'incrociatore Gorizia ed il cacciatorpediniere Camicia Nera divenendo nel 1942 Ufficiale Osservatore sugli idrovolanti. Nel 1942, in pieno periodo bellico si sposa con Giovanna Valentini, da cui avrà 4 figli: Carlo, Paola, Raffaella e Marco.
Abbandonato l'esercito italiano dopo l'8 settembre fece parte dei comitati di liberazione entrando in contatto con Gino Pistoni ed altri rappresentanti cattolici della Resistenza.
Nel 1945, alla fine del conflitto operò brevemente presso l'Ufficio Tecnico del catasto di Torino e nello studio di Ettore Sottssas senior.
Nel 1947, su richiesta di Luigi Gedda si trasferì a Roma per lavorare presso il CCC (Centro Cattolico Cinematografico) di cui diverrà presidente. Contestualmente avvia la sua carriera professionale di Architetto libero professionista con uno studio privato allargatosi nel tempo a vari altri collaboratori.
Personalità di spicco dell'Azione Cattolica, nella sua vita professionale si è occupato principalmente di arte sacra.
È scomparso nel 2011 all'età di 95 anni.

## Principali realizzazioni professionali (in ordine cronologico)
- 1950 Getsemani di Casale Corte Cerro presso Omegna dove si trovava la casa avita di Luigi Gedda
- 1953 Roma. Istituto Gregorio Mendel a Piazza Galeno. Centro di ricerca medica.
- 1955 Vitinia (RM). Chiesa parrocchiale intitolata al Sacro Cuore di Gesù agonizzante.
- 1959 Paestum (SA). Complesso per Esercizi Spirituali
- 1960 Roma. Casa Generalizia e seminario degli Oblati di San Giuseppe
- 1962 Firenze. Chiesa parrocchiale del Preziosissimo Sangue.
- 1963 Ancona. Cimitero di Tavernelle
- 1964 Pomezia (RM) Centro industriale LITTON
- 1965 Bamako (Mali) Cooperazione internazionale per un centro medico, finanziamento CEE
- 1966 Roma. Scuola e Convento delle Suore Discepole di Gesù Eucaristico in Via delle 7 Chiese.
- 1967 Lomé (Togo) Cooperazione internazionale per il progetto di un Ospedale, finanziamento CEE.
- 1970 Frascati (RM). Centro Giovanni XXIII
- 1971 Terminillo (RI) Ristrutturazione dell'Hotel Savoia per Ufficiali della Marina Militare
- 1975 Gerusalemme (Israele). Centro di Ricerca Medica sul Monte degli Ulivi.
- 1978 Tiberiade (Israele) Ristrutturazione del Santuario delle Beatitudini e della Casa per Pellegrni
- 1980 Cafarnao (Israele). Nuova chiesa realizzata sulla casa di San Pietro.